# Dymmeln
Dymmeln är ett historiskt svenskt namn på sista delen av fastan. Antingen åsyftas hela sista veckan av fastan, ”dymmelveckan”, eller blott de fyra sista dagarna från dymmelonsdagen till lördagen (påskafton), ”dymmeldagarna”. Namnet betyder ”träkläpp”, och kommer av bruket att skapa en dov klockklang under stilla veckan genom att slå på kyrkklockorna med träkläpp, eller byta ut den gjutna metallkläppen mot en träkläpp.